# Siegfried Adolf Wouthuysen
Siegfried Adolf Wouthuysen (17 août 1916 à Amsterdam, Pays-Bas - 9 juillet 1996) est un physicien néerlandais. Il a fait des contributions notables en mécanique quantique.

## Biographie
Siegfried Adolf Wouthuysen naît le 17 août 1916 à Amsterdam aux Pays-Bas. En 1934, il entre à l'université de Gand en génie chimique, mais son professeur de chimie-physique l'invite à étudier la physique à l'université de Leyde où il devient assistant du physicien théoricien Hendrik Anthony Kramers après avoir réussi un examen d'entrée.
En 1942, quand les armées du Troisième Reich envahissent les Pays-Bas, Wouthuysen se cache pour échapper aux persécutions envers les juifs et trouve refuge en Belgique sous un nom d'emprunt.
En 1948, il obtient son PhD de l'université de Californie à Berkeley sous la supervision de Robert Oppenheimer (titre de la thèse : Self-Energy and Relativistic Covariance in Field-Theory, que l'on peut traduire par Auto-énergie et covariance relativiste dans la théorie des champs).
De 1960 à 1979, il supervise plusieurs des doctorants à l'université d'Amsterdam.
En collaboration avec Leslie Lawrence Foldy (en), il met au point la transformation Foldy–Wouthuysen (aussi appelée FW Transformation en anglais) en 1949, utilisée en physique des hautes énergies, qui sert à mieux cerner la limite non relativiste de l'équation de Dirac,,,. Avec George B. Field, il met au point la théorie du couplage Wouthuysen-Field (ou effet Wouthuysen-Field) qui permet de relier la température d'excitation (ou température de spin) de l'hydrogène atomique (donc neutre) au rayonnement Lyman-alpha. Ce rayonnement serait apparu vers la fin des âges sombres de l'Univers, mais est toujours indétecté en 2010.
Wouthuysen est décédé le 9 juillet 1996.